# Колхидянки
«Колхидянки» (др.-греч. Κολχίδες) — трагедия древнегреческого драматурга Софокла (V век до н. э.) из цикла об аргонавтах, текст которой почти полностью утрачен.
В пьесе рассказывалось о том, как греческие герои во главе с Ясоном похитили из Колхиды золотое руно. Известно, что в «Колхидянках» присутствовал эпизод убийства Медеей малолетнего брата Апсирта в отцовском дворце, вероятно, выдуманный Софоклом и перекочевавший потом в трагедию Еврипида «Медея». Кроме того, в одном из отступлений излагался миф о Прометее. От всего текста пьесы сохранилось только несколько небольших фрагментов.
Антиковеды считают «Колхидянок» одной из первых древнегреческих пьес о любви (наряду с «Эномаем» того же автора).